# Ivan Bernik (filozof)
Ivan Bernik, slovenski filozof, * 9. december 1871 Kranj, † 2. februar 1897, Ljubljana.
Na dunajski univezi je končal študij filozofije in se kot suplent zaposlil na gimnaziji v Celju, kasneje pa kot pisar v Ljubljani. Kot filozof estetik je nasproti Mahničevi vsebinski, pedagoško-utilitaristični estetiki postavil novo, formalistično zasnovana estetiko. V razpravah Nekaj o lepem (1894) in O realizmu (1897) je poudarjal važnost čustva pri estetskem doživljanju. Pomembno je njegovo razmišljanje o razmerju med lepoto, dobroto in resnico. Po njegovem prepričanju iz resničnega in dobrega ni mogoče izpeljati lepega, vendar velja, da je vsaka lepa stvar hkrati tudi resnična in dobra.